# Hole-in-the-Ground
Hole-in-the-Ground („Loch im Boden“) ist ein großer Maar-Krater im Fort Rock Basin, Lake County, Oregon in der Nähe der Oregon Route 31, nordöstlich von Crater Lake. Er besitzt einen leicht ovalen Durchmesser von 1.600 m, die lange Achse liegt in Nord-Süd-Richtung. Sein Boden liegt 150 m tiefer als die umgebende Landschaft und 185 m tiefer als sein Rand, dessen höchster Punkt auf der Ostseite liegt. Hole-in-the-Ground liegt westlich und in der Nähe des größeren, aber nicht so gut erhaltenen Maarkraters Big Hole.

## Entstehung
Der Krater entstand während des späten Pleistozäns vor 13.500 bis 18.000 Jahren. Zu dieser Zeit war Fort Rock Basin ein See, und das Maar lag in der Nähe seines Ufers. Basaltisches Magma intrudierte entlang von tektonischen Störungen in das Gestein nahe der Oberfläche und kam in etwa 300 bis 500 m Tiefe in Kontakt mit dem Grundwasser. Die nachfolgende phreatomagmatische Explosion blies das überlagernde Gestein und den Boden darüber zusammen mit etwas vulkanischem Material aus. Der Prozess wiederholte sich mindestens viermal, so dass schließlich das große Loch ausgeformt wurde. Die Explosionen erzeugten immens hohe Drücke und schleuderten Felsblöcke von bis zu 8 m Durchmesser bis in eine Entfernung von 3,7 km vom Krater. Ähnliche Vorgänge haben auch zur Entstehung der großen Eifelmaare geführt, so etwa im Falle des Meerfelder Maars oder des Dreiser Weihers.

## Umfeld

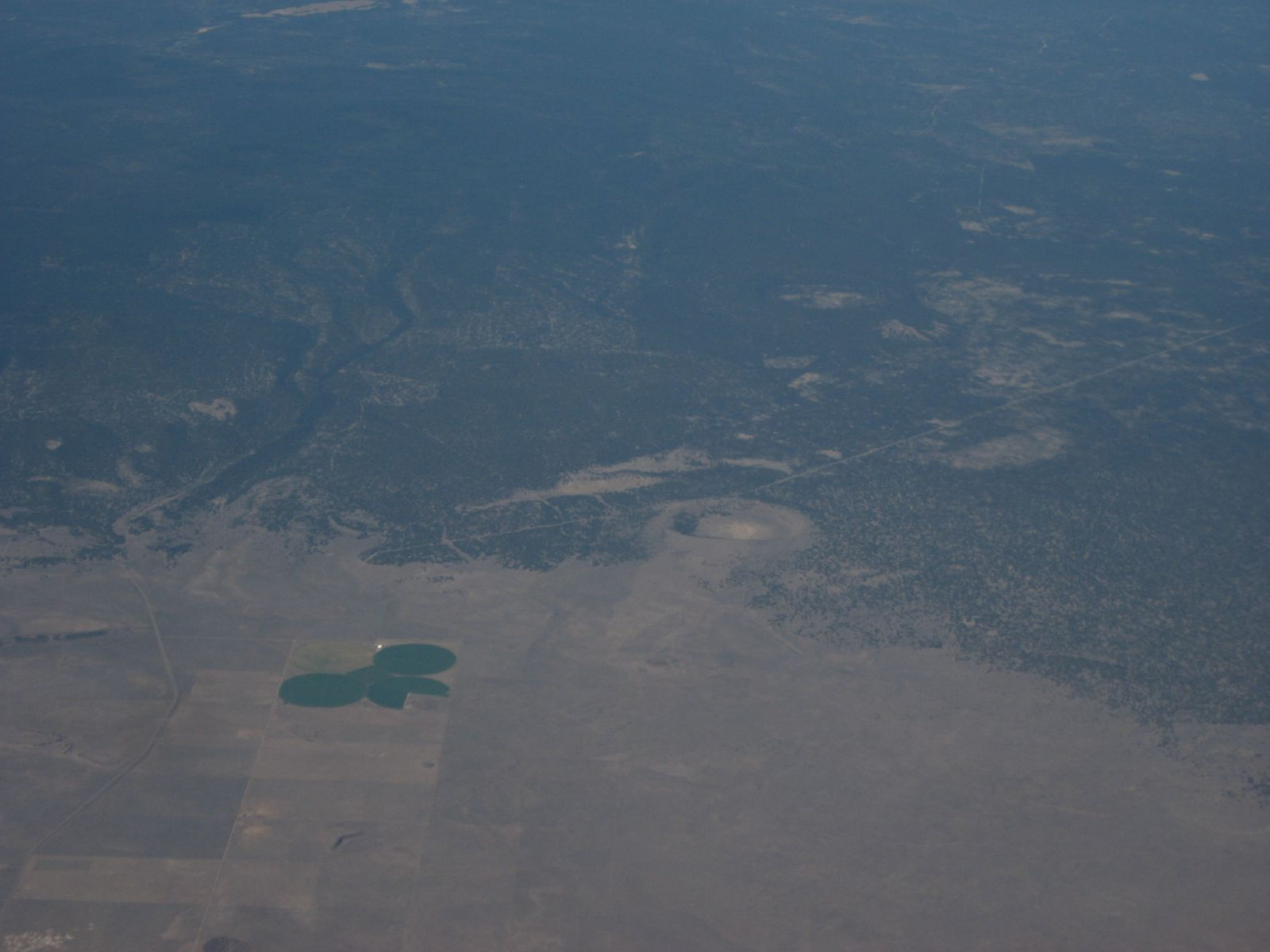
Luftaufnahme des Kraters

Hole-in-the-Ground ist Teil der vulkanischen Kaskadenkette (Cascade Range), die sich vom nördlichen Kalifornien bis südliche British Columbia erstreckt. Der Untergrund der Kaskadenkette besteht aus Fragmenten der Erdkruste, die seit dem Paläogen durch die Subduktion der Juan-de-Fuca-Platte an die Westküste von Nordamerika angefügt wurden (Akkretion). Seit etwa fünf Millionen Jahren ist die vom Aufschmelzen der subduzierten Erdkruste verursachte Vulkantätigkeit besonders rege. Aufgrund der vom Krustenmaterial beeinflussten Zusammensetzung des aufsteigenden Magmas (Andesit und Dazit) ist der Vulkanismus oft explosiv.